# Leucomium
Leucomium là một chi rêu trong họ Leucomiaceae.